# Número narcisista

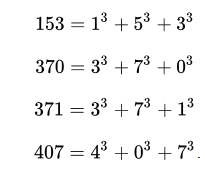
Cuatro números narcisistas de 3 cifras.

En matemática recreativa un número narcisista  es aquel que es igual a la suma de sus dígitos elevados a la potencia de su número de cifras. Su nombre alude a lo mucho que parecen "quererse a sí mismos". 
Esta definición depende de la base b del sistema numérico empleado, por ejemplo b = 10 para el sistema decimal o b = 2 para el sistema binario.

## Definición
La definición de número narcisista se basa en la representación decimal n = dkdk-1...d1 de un número natural n. 
Por ejemplo, 
{\displaystyle n=d_{k}\cdot 10^{k-1}+d_{k-1}\cdot 10^{k-2}+...+d_{2}\cdot 10+d_{1}}
Con k dígitos di siendo 0 ≤ di ≤ 9. Así un número es narcisista si se cumple que:
{\displaystyle n=d_{k}^{k}+d_{k-1}^{k}+...+d_{2}^{k}+d_{1}^{k}}
Un ejemplo de número narcisista es el 153. Puesto que {\displaystyle 153=1^{3}+5^{3}+3^{3}=1+125+27}
Como un número narcisista puede definirse con respecto a la base numérica con base b diferente de 10, en base b la representación del número natural n se define como : 
n = dkbk-1 + dk-1bk-2 + ... + d2b + d1
donde los dígitos de la base b los dígitos di cumplen la condición de que 0 ≤ di ≤ b-1.
Por ejemplo, el número decimal 17 es narcisista en su representación en base 3 (b = 3). Este en base-3 se representa como 122, porque 17 = 1·32 + 2·3 + 2  y a su vez cumple la ecuación 17 = 13 + 23 + 23
Si se elimina la restricción de que la potencia debe de tener el mismo valor que la cantidad de dígitos, es decir que m puede tener un valor diferente de k entonces ocurre que : 
n = dkm + dk-1m + ... + d2m + d1m
Entonces n  es lo que se llama un invariante digital perfecto o PDI en sus siglas en inglés (perfect digital invariant). Por ejemplo, el número decimal 4150 tiene cuatro dígitos decimales y la suma de sus cifras a la quinta potencia es: 4150 = 45 + 15 + 55 + 05, por lo tanto es un invariante digital perfecto pero no es un número narcisista.
Hay solo cuatro números, después de la unidad, que son suma de los cubos de sus dígitos:
{\displaystyle 153=1^{3}+5^{3}+3^{3}}
{\displaystyle 370=3^{3}+7^{3}+0^{3}}
{\displaystyle 371=3^{3}+7^{3}+1^{3}}
{\displaystyle 407=4^{3}+0^{3}+7^{3}}.
Según G.H. Hardy en A Mathematician's Apology: "Estos son datos curiosos, muy adecuados para las columnas del rompecabezas y para divertir a los aficionados, pero no hay nada en ellos que interese al matemático".

## Números narcisista en varias bases
| Base    | Secuencia de números |
| ------- | --- |
| Base 2  | 0,1 |
| Base 3  | 0, 1, 2, 12, 22, 122 |
| Base 4  | 0, 1, 2, 3, 130, 131, 203, 223, 313, 332, 1103, 3303 ... (sucesión A010344 en OEIS) y (sucesión A010343 en OEIS)                 |
| Base 8  | 0, 1, 2, 3, 4, 5, 6, 7, 24, 64, 134, 205, 463, 660, 661, ... ((sucesión A010354 en OEIS) y (sucesión A010351 en OEIS)            |
| Base 10 | 0, 1, 2, 3, 4, 5, 6, 7, 8, 9, 153, 370, 371, 407, 1634, 8208, 9474, ... (sucesión A005188 en OEIS)                               |
| Base 12 | 0, 1, 2, 3, 4, 5, 6, 7, 8, 9, ᘔ, Ɛ, 25, ᘔ5, 577, 668, ᘔ83, ... (sucesión A161949 en OEIS)                                        |
| Base 16 | 0, 1, 2, 3, 4, 5, 6, 7, 8, 9, A, B, C, D, E, F, 156, 173, 208, 248, 285, 4A5, 5B0, 5B1, 60B, 64B, ... (sucesión A161953 en OEIS) |

La cantidad de números narcisistas es finito dentro de una base, mientras que el máximo posible de sumas de la k-esima potencia de un dígito k en base b es:
{\displaystyle k(b-1)^{k}}
y si k es lo suficientemente grande, entonces
{\displaystyle k(b-1)^{k}<b^{k-1}}
en cuyo caso el número puede tener k o más dígitos. Para el caso de b igual a 10 entonces el mayor número narcisista en base 10 debe de tener menos de  1060.
Hay sólo 88 números narcisistas en base 10, y el más grande es 
115.132.219.018.763.992.565.095.597.973.971.522.401
con 39 dígitos.
Todos los números de una cifra son narcisistas.